# Phẫu thuật đại trực tràng

Phẫu thuật đại trực tràng /colorectal surgery là một lĩnh vực trong y học đối phó với các rối loạn của trực tràng, hậu môn và đại tràng. Lĩnh vực này còn được gọi là proctology, nhưng thuật ngữ này hiện được sử dụng không thường xuyên trong y học và thường được sử dụng để xác định các thực hành liên quan đến hậu môn và trực tràng nói riêng. Các ruột thẳng từ có nguồn gốc từ tiếng Hy Lạp từ πρωκτός proktos, có nghĩa là "hậu môn" hoặc "hindparts", và -λογία -logia, có nghĩa là "khoa học" hay "nghiên cứu".
Các bác sĩ chuyên về lĩnh vực y học này được gọi là bác sĩ phẫu thuật đại trực tràng hoặc proctologists. Tại Hoa Kỳ, để trở thành bác sĩ phẫu thuật đại trực tràng, các bác sĩ phẫu thuật phải hoàn thành cư trú phẫu thuật nói chung cũng như học bổng phẫu thuật đại trực tràng, theo đó họ có đủ điều kiện để được chứng nhận trong lĩnh vực chuyên môn của họ bởi Hội đồng Phẫu thuật Đại tràng và Trực tràng Hoa Kỳ hoặc Hội đồng chuyên khoa xương khớp Hoa Kỳ. Ở các quốc gia khác, chứng nhận để thực hành proctology được trao cho các bác sĩ phẫu thuật vào cuối thời gian nội trú 2-3 năm do hội đồng phẫu thuật quốc gia cấp.

## Điều trị phẫu thuật và chẩn đoán
Hình thức phẫu thuật điều trị cho những điều kiện này bao gồm: cắt đại tràng, mở thông ruột kết, cắt polyp, cắt chỗ hẹp, cắt trĩ (trong trường hợp nghiêm trọng của bệnh trĩ), anoplasty, và nhiều hơn nữa tùy thuộc vào tình trạng bệnh nhân có. Các thủ tục chẩn đoán, chẳng hạn như nội soi, rất quan trọng trong phẫu thuật đại trực tràng, vì họ có thể cho bác sĩ biết loại chẩn đoán nào nên được đưa ra và thủ tục nào nên được thực hiện để điều chỉnh tình trạng. Các thủ tục chẩn đoán khác được sử dụng bởi các bác sĩ phẫu thuật đại trực tràng bao gồm: soi trực tràng, soi đại tiện, soi đại tràng sigma. Trong thời gian gần đây, phương pháp phẫu thuật nội soi đã trở nên phổ biến, do rủi ro thấp hơn, giảm thời gian phục hồi và các vết mổ nhỏ hơn, chính xác hơn đạt được bằng cách sử dụng các dụng cụ nội soi.